# پولس-وبرکورتسهایم
پولس-وبرکورتسهایم (به آلمانی: Pöls-Oberkurzheim) یک شهرستان در اتریش است که در مورتال واقع شده‌است. پولس-وبرکورتسهایم ۶۲٫۵۴ کیلومتر مربع مساحت دارد ۸۶۱ متر بالاتر از سطح دریا واقع شده‌است.